# تيري غريغز
تيري غريغز (بالإنجليزية: Terry Griggs)‏ (20 ديسمبر 1951)؛ روائية كندية.